# Klappjakt
Klappjakt är en form av  drev, främst efter småvilt. En kedja av drevkarlar driver djuren framför sig genom att klappa händerna eller särskilda träplattor, så kallade klappträn, mot varandra, därav namnet. Man kan även använda harskramla, slå med torra grenar mot trädstammar etc. Klappjakten är mycket intensiv eftersom många djur samtidigt och i hög hastighet kommer springande fram mot skyttarna. Klappjakten kräver därför stor disciplin av skyttarna för att de inte ska utgöra en fara för drevkarlar och andra skyttar. Klappjakten, vilken är mycket effektiv, har kritiserats för att gå för hårt åt de enskilda djurarterna. 
Vid klappjakt används enbart hagelgevär av kaliber 12, 16, 20 eftersom jakten bedrivs på korta avstånd. Det är en fördel att ha en trångborrad hagelpipa eftersom det blir en mer kompakt svärm av hagel som kommer i ett stort antal mot djuret för att minska lidandet för djuret.
Klappjakt kan bedrivas på fasan, hare, änder och räv. 
Hundar som traditionellt används vid klappjakt är retriever.
Synonymer till klappjakt är intensiv jakt, förföljelse, hetsjakt, häxjakt, drevjakt.